# Шперлинг, Николай Викторович
Николай Викторович Шперлинг (28 августа [9 сентября] 1881, деревня Бугаевка, Таврическая губерния, Российская империя — 1946(?)) — русский художник, символист, член и председатель общества «Московский салон», участник Первой мировой и Гражданской войны. Друг композитора А. Н. Скрябина.

## Биография
Родился в деревне Бугаевка Днепровского уезда Таврической губернии. Мать — Надежда Михайловна Шперлинг (урождённая Бугайская) до 1880 года вышла замуж за будущего отца художника — Виктора Петровича Шперлинга.
В 1891 году вместе со старшим братом Сергеем поступил в первый класс гимназии. Через год Надежда Михайловна вместе с тремя детьми: Сергеем, Николаем и Марией переезжает в Москву, где двое братьев начинают учиться во Второй прогимназии в одном классе с А. Ф. Котсом.
В 1900 году поступил в Императорский Московский университет на историко-филологический факультет, который заканчивает в 1906 году с дипломом первой степени.
С 1904 по 1905 гг. проходил службу в армии, которую завершает в звании прапорщика. Примерно в это же время женится на Вере Ростиславовне Саблиной (17 (29) марта 1886 — 18 февраля 1973), которая в дальнейшем второй раз вышла замуж за Василия Никитича Никитина (1886—1972). Похоронена вместе с мужем и отцом на Новодевичьем кладбище в Москве.
В 1907 году назначается младшим штатным контролером Второго московского акцизного округа. В 1909—1910-х годах преподавал в Мариинском училище.
В 1913 году становится членом Общества художников «Московский салон», в марте 1914 года избран его председателем.
22 июля (2 августа) 1914 года по мобилизации отправляется в г. Остогожск Воронежской губернии во Второй запасной кавалерийский полк, а оттуда перенаправляется в 4-й гусарский Мариупольский полк, в котором к окончанию войны служил в звании штаб-ротмистра. Был награждён орденами св. Анны 4-й, 3-й и 2-й степеней, св. Станислава 3-й и 2-й степеней.
С августа 1919 года служит квартирмейстером 4-го гусарского Мариупольского полка, вместе с которым участвует в белом движении.
В 1920 году вместе с однополчанами на пароходе «Русь» отправляется в эмиграцию. С 1929 года живёт и работает в Греции, где получает гражданство.

## Творчество
Автор произведений на исторические, литературные и религиозные сюжеты. Увлекался учением Ф.Ницше о Заратустре, Востоком, философией, в средний период своего творчества (1900-е годы) тяготел к мистике.
Член Общества художников «Московский салон».
Его картины «Восточный мудрец», «Рыцарь Жиль де Рэ»,"Tibi, Purissima","Траурный марш" находятся в Музее А. Н. Скрябина. Остальные работы художника хранятся в России и за рубежом.

## Семья
Дед Н. В. Шперлига по материнской линии — Михаил Николаевич Бугайский (5 (17) октября 1798 — 4 (16) августа 1882 года) окончил Институт корпуса путей сообщения Императора Александра I (1817 год), став поручиком Корпуса инженеров. В эти годы Бугайский был надзирателем «за работами при возведении перекрытий для крыши Манежа в Москве». Позднее Михаил Бугайский руководил стройками в Новгороде, Одессе, на Дону. «В 1824 году ему поручают составление проекта соединения рек Москвы и Волги», после чего Михаил Николаевич становится управляющим работами по его осуществлению. В 1843 году Бугайскому было присвоено звание генерал-майора, а с 1848 по 1853 год он являлся одним из попечителей Одесского учебного корпуса. Был женат на Александре Сергеевне Бугайской (урожд. Муравьёвой, 30 августа (11 сентября) 1836 — 9 (21) июля 1871). В браке родилось двое детей: Мария и Николай. Надежда Михайловна — мать будущего художника, была удочерена.
До 1880 года она выйдет замуж за Виктора Петровича Шперлинга, потомка голландских меннонитов переселившихся из Пруссии в Россию в начале XIX века. В браке, кроме Николая Викторовича, будет ещё двое детей: Сергей Викторович (1880-после 1928), который станет инженером путей сообщения, и Мария Викторовна, занимавшаяся в дальнейшем антропософией.